# TI BASIC (TI 99/4A)

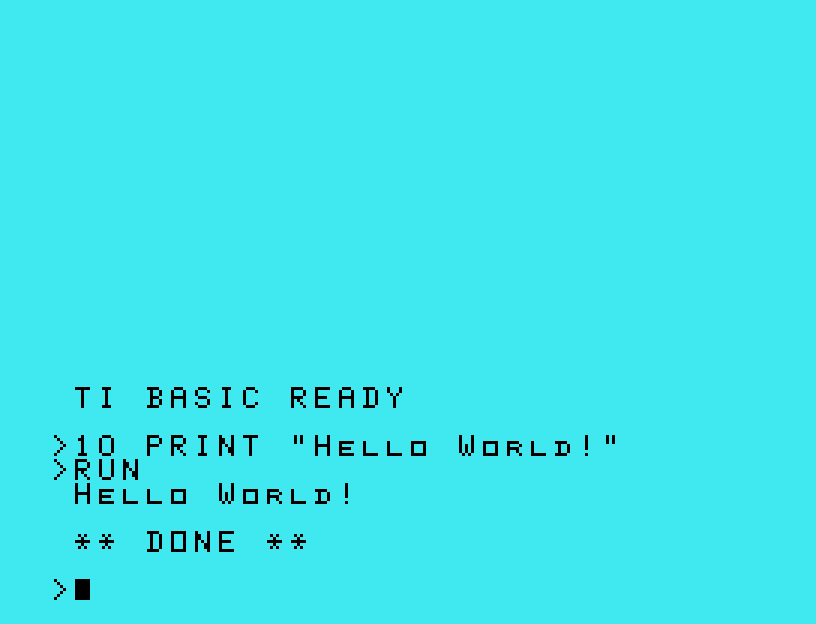
TI BASIC
„Hello World!“-Programm

TI BASIC ist ein BASIC-Dialekt für Heimcomputer von Texas Instruments. Es wurde als Auftragsarbeit bei Microsoft von Bob Wallace und Bob Greenberg entwickelt.
TI BASIC war standardmäßig in den Computern TI-99/4 und TI-99/4A eingebaut. Mit TI BASIC waren Textausgabe, Graphik, logische Operationen, und Speichern auf Band, Disketten, und der Zugriff auf die RS-232-Schnittstelle möglich. Texas Instruments produzierte auch das Cartridge Extended BASIC mit erweiterter Funktionalität.

## Elemente von TI BASIC

### Anweisungen
In TI BASIC darf in jeder Zeile nur eine Anweisung stehen. Die Möglichkeit, mehrere Anweisungen mittels
:: in eine Zeile zu schreiben, gab es erst im Extended BASIC. Bemerkenswert ist das Fehlen einer POKE-Anweisung. Diese wäre allerdings auch nicht sinnvoll gewesen, da durch die Sandbox des TI-99/4A das Ausführen von Maschinenprogrammen offiziell nicht möglich gewesen ist.
| ABS        | CALL SCREEN | DELETE        | IF..THEN..ELSE | NUMBER         | RESEQUENCE     | SQR     |
| ASC        | CALL SOUND  | DIM           | INPUT (file)   | OLD            | RESTORE (file) | STOP    |
| ATN        | CALL VCHAR  | DISPLAY       | INPUT (key)    | ON-GOSUB       | RESTORE (data) | STR$    |
| BREAK      | CHAR        | EDIT          | INT            | ON-GOTO        | RETURN         | TAB     |
| BYE        | CHR$        | END           | JOYST          | OPEN           | RND            | TAN     |
| CALL CHAR  | CLEAR       | EOF           | KEY            | OPTION BASE    | RUN            | TRACE   |
| CALL CLEAR | CLOSE       | EXP           | LEN            | POS            | SAVE           | UNBREAK |
| CALL COLOR | COLOR       | FOR..TO..STEP | LET            | PRINT (file)   | SCREEN         | UNTRACE |
| CALL GCHAR | CONTINUE    | GCHAR         | LIST           | PRINT (screen) | SEG$           | VAL     |
| CALL HCHAR | COS         | GOSUB         | LOG            | RANDOMIZE      | SGN            | VCHAR   |
| CALL JOYST | DATA        | GOTO          | NEW            | READ           | SIN            | CALL    |
| CALL KEY   | DEF         | HCHAR         | NEXT           | REM            | SOUND          | -       |

### Funktionen
- ABS Absolutwert einer Zahl
- ASC Numerischer ASCII-Wert des ersten Zeichens der Zeichenkette
- ATN Arcus tangens Funktion
- CHR$ Wandelt eine Zahl in eine Zeichenkette mit dem entsprechenden ASCII-Zeichen um
- COS Cosinus
- EOF Abfrage ob das Dateiende einer Datei erreicht ist
- EXP Exponentialfunktion
- INT Abrunden in Richtung minus unendlich
- LEN Länge einer Zeichenkette
- LOG Natürlicher Logarithmus
- POS Suche die Position einer Zeichenkette in einer anderen
- RND Zufallszahl
- SGN Vorzeichenfunktion
- SIN Sinus
- SQR Quadratwurzel
- STR$ Zahl in Zeichenkette umwandeln
- TAN Tangens
- VAL Zeichenkette in Zahl umwandeln

### Unterprogramme
Unterprogramme werden mit einer CALL Anweisung aufgerufen (z. B. CALL CLEAR). Es gibt keine benutzerdefinierten Unterprogramme, diese Möglichkeit eröffnet erst TI Extended BASIC. Einige Unterprogramme sind jedoch vordefiniert:
- CHAR Ermöglicht die Definition von graphischen Zeichen
- CLEAR Löscht den Bildschirm
- COLOR Bestimmt Vordergrund- und Hintergrundfarbe für jeweils 8 Zeichen
- GCHAR Liest ein Zeichen an der angegebenen Position vom Bildschirm
- HCHAR Schreibt ein Zeichen auf eine Bildschirmposition und wiederholt es horizontal
- JOYST Abfrage des Joysticks
- KEY Ermöglicht die Abfrage der Tastatur ohne Bildschirmecho
- SCREEN Ändert die Farbe des Bildschirms
- SOUND Für Töne (mit Angabe der Frequenz) und Geräusche
- VCHAR Schreibt ein Zeichen auf eine Bildschirmposition und wiederholt es vertikal

### Logik
Die fehlenden boolesche Operatoren AND und OR können durch + und * ersetzt werden.

## Programmgeschwindigkeit
Ein großer Nachteil von TI BASIC bestand darin, dass es, als interpretierte und nicht kompilierte Sprache, sehr langsam war. TI BASIC war eine doppelt interpretierte Sprache, da der BASIC-Interpreter selbst in einer interpretierten Bytecode-Sprache namens GPL geschrieben war. Nur der GPL-Interpreter war in direkt ausführbarem Maschinencode realisiert.